# Janirella magnifrons
Janirella magnifrons är en kräftdjursart som beskrevs av Menzies1962. Janirella magnifrons ingår i släktet Janirella och familjen Janirellidae. Inga underarter finns listade i Catalogue of Life.